# 라팔로 조약 (1922년)

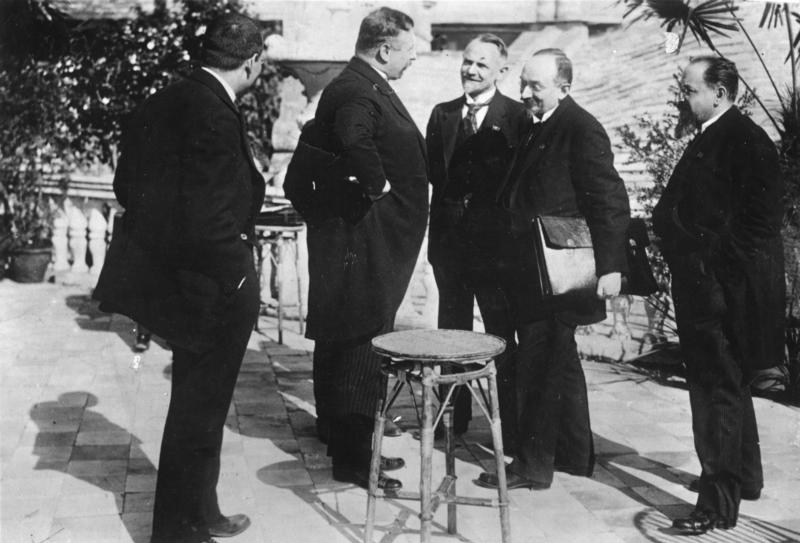

라팔로 조약은 1922년 4월 16일 이탈리아의 제노바 근교인 라팔로에서 바이마르 공화국과 러시아 소비에트 연방 사회주의 공화국 사이에 체결된 우호조약이다. 같은 달에 개최된 제노바 국제경제재정회의(제노바 회의) 중도에 체결되었다.
제1차 세계대전 후 독일과 러시아 소비에트 연방 사회주의 공화국은 국제적으로 소외된 존재였다. 특히 러시아 소비에트 연방 사회주의 공화국은 제노바 회의에서도 러시아 제국의 외채승인(外債承認) 문제로 불만을 갖고 있었으며 경제건설과 군강화를 위해 독일과의 교섭을 원했다. 또한 독일도 국방군을 비밀리에 재군비하기 위해 러시아 소비에트 연방 사회주의 공화국의 협력에 적극적 태도를 취했으며, 중공업계도 러시아 소비에트 연방 사회주의 공화국 시장에 매력을 느껴 경제협력에 의욕적이었다. 원래 제네바 회의에서 영국 및 프랑스에 대한 러시아 제국의 채무를 독일의 러시아 소비에트 연방 사회주의 공화국에 대한 배상금으로 지불시키려했는데, 이 조약에 의해 러시아 제국의 채무와 독일의 대소(對蘇) 배상이 상쇄되어 영국과 프랑스의 계획은 수포로 돌아갔다.
독일과 러시아 소비에트 연방 사회주의 공화국의 제휴(提携)는 서유럽 열국(列國)에 큰 충격을 주었고 당시 국제 연맹(國際聯盟) 밖에서 고립되어 있던 독일과 러시아 소비에트 연방 사회주의 공화국가 제휴함으로써 양국의 서유럽에 대한 발언권(發言權)은 크게 증대되었으며, 이 조약 이후 열국은 러시아 소비에트 연방 사회주의 공화국의 정식 승인을 고려하게 되었다.

## 같이 보기
- 국제 관계 (1919년-1939년)
- 독일-소련 관계
- 조지 케넌

## 참고 자료
- 이 문서에는 다음커뮤니케이션(현 카카오)에서 GFDL 또는 CC-SA 라이선스로 배포한 글로벌 세계대백과사전의 내용을 기초로 작성된 글이 포함되어 있습니다.